# Hakea oldfieldii
Hakea oldfieldii är en tvåhjärtbladig växtart som beskrevs av George Bentham. Hakea oldfieldii ingår i släktet Hakea och familjen Proteaceae. Inga underarter finns listade i Catalogue of Life.